# Мелля-Тамак
Мелля-Тама́к (тат. Мәлләтамак) — село в Муслюмовском районе Республики Татарстан, административный центр Мелля-Тамакского сельского поселения.

## Этимология названия
Топоним произошел от гидронима «Мәллә» (Мелля) и гидрографического термина татарского происхождения «тамак» (устье). В дореволюционных источниках упоминается также под названиями Менли-Тамак-Шарипово, Минли-Тамак-Шарипово и Шарыпова-Меллитамак.

## География
Село находится на реке Мелля, в 8 км к западу от районного центра, села Муслюмово.

## История
Окрестности села Мелля-Тамак хранят следы пребывания людей разных исторических эпох. Здесь выявлены археологические памятники: Меллятамакские стоянки I, IV, VII (эпоха неолита), II (эпохи неолита, энеолита), III, V, VI (срубная культура), Меллятамакские селища I (болгарский памятник золотоордынского периода, чияликская культура), III (болгарский памятник золотоордынского периода), II, V, VII, Х (кушнаренковская культура), VI (чияликская культура), VIII, IX (пьяноборская культура), XI, XII (XV–XVII века). Меллятамакское (наратастинское) селище (пьяноборская культура).
Современное селение основано в конце XVI – начале XVII века выходцами из башкирского племени кара-табын с реки Миасс (ныне Челябинская область). Первоначально состояло из двух частей – Мелля-Шарип и Мелля-Тамак, располагавшихся на разных берегах реки. Под названием Мелля селение отображено на карте Уфимской провинции 1755 г., вошедшей в атлас И.Красильникова.
В XVIII–XIX веках местные жители входили в сословия государственных крестьян, тептярей, башкир-вотчинников. Во время проведения 3-й ревизии (1762 год) здесь были учтены "татары из мурз" в количестве 4 душ мужского пола, а также 21 душа мужского пола ясачных татар, перешедших в тептярское сословие и входивших в команду старшины Мукмена Муслюмова. Согласно данным 4-й ревизии (1782 год), материалы которой сохранились не полностью, в деревне "Меллитамак" проживали тептяри в количестве 27 душ мужского пола. В последующих переписях населения в селении начинают фиксироваться представители башкирского сословия.
Основными занятиями местного населения  являлись земледелие и скотоводство, был распространен печной промысел.
В «Списке населенных мест по сведениям 1870 года», изданном в 1877 году, населённый пункт упомянут как деревня Менли-Тамак (Шарыпова) 2-го стана Мензелинского уезда Уфимской губернии. Располагалась при речке Менле, по левую сторону просёлочной дороги из Мензелинска в Бугульму, в 45 верстах от уездного города Мензелинска и в 23 верстах от становой квартиры в селе Александровское (Кармалы). В деревне, в 98 дворах жили 609 человек (305 мужчин и 304 женщины, тептяри, татары), были мечеть, училище. Жители занимались земледелием, скотоводством.
В начале XX века в деревне располагалось волостное правление, функционировали 3 мечети, медресе (с 1908 года), 3 мектеба, водяная мельница, 2 крупообдирки, 2 зерносушилки. В этот период земельный надел сельской общины составлял 3938,38 десятин.
В 1918 году в селе открыта начальная школа. В 1929 году в селе организован колхоз «Красный Октябрь». В 1950 году в его состав вошёл колхоз «Якты юл» (деревня Нарат Асты). С 1996 года коллективное предприятие «Мелля-Тамак», с 2003 года общество с ограниченной ответственностью «Агрофирма «Родные края – Туган як».
До 1920 года село являлось центром Ирехтинской волости Мензелинского уезда Уфимской губернии. С 1920 года в составе Мензелинского кантона ТАССР. С 10 августа 1930 года – в Муслюмовском, с 1 февраля 1963 года – в Сармановском, с 12 января 1965 года в Муслюмовском районах.

## Население
| 1858 | 1870 | 1884 | 1897 | 1913 | 1920 | 1926 | 1938 | 1949 | 1958 | 1970 | 1979 | 1989 | 2002 | 2010 | 2017 |
| ---- | ---- | ---- | ---- | ---- | ---- | ---- | ---- | ---- | ---- | ---- | ---- | ---- | ---- | ---- | ---- |
| 426  | 609  | 604  | 796  | 1128 | 1184 | 854  | 1325 | 963  | 832  | 865  | 734  | 667  | 602  | 579  | 615  |

Национальный состав села: татары.

## Известные уроженцы
- И.М. Закиров (р. 1953) – журналист, заслуженный работник культуры РФ.
- Р.Т. Измайлов (1940–2011) – журналист, заслуженный работник культуры РФ.
- З.Ф. Тухватуллин (1910–1980) – журналист, заслуженный работник культуры РСФСР.
- Р.С. Юнусов (р. 1950) – генеральный директор акционерного общества «Челны хлеб» (с 1993 года), заслуженный работник пищевой индустрии РФ, почётный гражданин Муслюмовского района и города Набережные Челны.
- С селом связан башкирский дворянский род Кииковых, родоначальник которого – Шариф Кииков – участник подавления Крестьянской войны 1773–1775 годов под предводительством Е.И.Пугачёва, старшина Ирехтинской волости (до 1797 года)[1].

## Экономика
Жители занимаются полеводством, молочным скотоводством.

## Объекты образования, медицины и культуры
В селе действуют начальная школа, дом культуры (открыт в 1967 году), библиотека (с 1954 года), фельдшерско-акушерский пункт. При доме культуры действуют хореографический коллектив «Яшлек», театральный коллектив «Сэйлэн» (оба – с 2014 года), хоровой ансамбль «Ялкын» (с 2015 года).

## Религиозные объекты
Мечеть «Сулейман» (с 2004 года).